# Кранобудівник (футбольний клуб)
Футбольний клуб «Кранобудівник» (Олександрія) або просто ФК «Кранобудівник» — аматорський український футбольний клуб із міста Олександрія Кіровоградської області.

## Історія
Футбольний клуб «Кранобудівник» був заснований у місті Олександрія Кіровоградської області. У сезоні 1992/93 років команда взяла участь в аматорському чемпіонаті України. «Кранобудівник» потрапив до 4-ї групи, в якій серед інших суперників протистояв «Поліграфтехніці-Кристал» (Олександрія) та «Локомотиву» (Знам'янка). «Кранобудівник» у цій групі посів 9-те місце серед 14 команд-учасниць та не зміг вийти до фінальної частини турніру. А вже наступного сезону припинив свої виступи в аматорському чемпіонаті України.

## Досягнення
- аматорський Чемпіонат України
  - 9-те місце (1): 1992/93 (група 4)

## Відомі гравці
До списку потрапили гравці, які мають досвід виступів на професіональному рівні
- Олександр Кабаченко
- Артем Саркісян
- Валерій Скунц